# Gouvernement Camará
Rui Barros III 
Le gouvernement Camará est le gouvernement de Guinée-Bissau depuis le 10 août 2025.

## Historique
Le 7 août 2025, Braima Camará est nommé Premier ministre. Il prend ses fonctions le lendemain.
Le gouvernement est formé le 10 août. Celui-ci voit le remplacement de dix ministres, la plupart des entrants ayant déjà été au gouvernement par le passé.

## Composition
| Portefeuille                                                                                                  | Titulaire | Titulaire                             | Parti      |
| --- | --------- | ------------------------------------- | ---------- |
| Premier ministre                                                                                              |           | Braima Camará                         | Madem G-15 |
| Ministre de l'Économie, de la Planification et de l'Intégration régionale                                     |           | Soares Sambú                          | Madem G-15 |
| Ministre de l'Intérieur                                                                                       |           | Botche Candé                          | PTG        |
| Ministre des Transports et des Communications                                                                 |           | Marciano Silva Barbeiro               | Madem G-15 |
| Ministre de la Présidence du Conseil des ministres et des Affaires parlementaires                             |           | Malal Sané                            | Ind.       |
| Ministre de la Justice et des Droits de l'Homme                                                               |           | Maria do Céu Silva Monteiro           | Ind.       |
| Ministre du Commerce                                                                                          |           | Orlando Mendes Veigas                 | PRS        |
| Ministre de l'Administration territoriale et du Développement local                                           |           | Aristide Ocante da Silva              | Madem G-15 |
| Ministre de la Pêche et de l'Économie maritime                                                                |           | Abel da Silva Gomes                   | Madem G-15 |
| Ministre des Finances                                                                                         |           | Ilídio Vieira Té                      | PRS        |
| Ministre des Affaires étrangères, de la Coopération internationale et des Communautés                         |           | Carlos Pinto Pereira                  | PAIGC      |
| Ministre des Télécommunications et de l'Économie numérique                                                    |           | Júlio Mamadu Baldé                    | Madem G-15 |
| Ministre de la Défense nationale                                                                              |           | Dionísio Cabi                         | PRS        |
| Ministre des Ressources naturelles                                                                            |           | Malam Sambú                           | PRS        |
| Ministre de l'Agriculture, des Forêts et du Développement rural                                               |           | Fatumata Djau Baldé                   | PTG        |
| Ministre de l'Industrie                                                                                       |           | Florentino Fernando Dias              | Madem G-15 |
| Ministre du Tourisme et de l'Artisanat                                                                        |           | Secuna Baldé                          | PTG        |
| Ministre de la Communication sociale                                                                          |           | Maria da Conceição Évora              | Madem G-15 |
| Ministre de l'Éducation nationale, de l'Enseignement supérieur et de la Recherche scientifique                |           | Queba Djaite                          | Madem G-15 |
| Ministre de l'Administration publique, de l'Emploi, de la Formation professionnelle et de la Sécurité sociale |           | Mónica Buaro da Costa                 | PRS        |
| Ministre de la Santé publique                                                                                 |           | Augusto Gomes                         | APU        |
| Ministre des Combattants pour la liberté de la patrie                                                         |           | Aly Hijazy                            | PAIGC      |
| Ministre de l'Action sociale, de la Famille et de la Promotion de la femme                                    |           | Mendes Sanhá                          | PRS        |
| Ministre des Travaux publics, du Logement et de l'Urbanisme                                                   |           | José Carlos Esteves                   | Madem G-15 |
| Ministre de l'Environnement, de la Biodiversité et de l'Action climatique                                     |           | Viriato Soares Cassamá                | Madem G-15 |
| Ministre de l'Énergie                                                                                         |           | Fidélis Forbes                        | Madem G-15 |
| Ministre de la Culture, de la Jeunesse et des Sports                                                          |           | Alfredo Malu                          | PRS        |
| Secrétaire d'État à la Réforme administrative                                                                 |           | Fernando Henrique Vaz Mendes          |            |
| Secrétaire d'État à l'ordre public                                                                            |           | José Carlos Macedo Monteiro           | Madem G-15 |
| Secrétaire d'État à la Jeunesse et aux Sports                                                                 |           | Lesmes Mutna Freire Monteiro          |            |
| Secrétaire d'État au Trésor                                                                                   |           | Mamadu Baldé                          | Ind.       |
| Secrétaire d'État à la Coopération internationale                                                             |           | Fatumata Jau                          |            |
| Secrétaire d'État aux Collectivités                                                                           |           | Nelson Pereira                        | Madem G-15 |
| Secrétaire d'État au Plan et à l'Intégration régionale                                                        |           | Salomé Santos Allouche                | Madem G-15 |
| Secrétaire d'État au Budget et aux Affaires fiscales                                                          |           | Elísio Gomes Sá                       | Ind.       |
| Secrétaire d'État à l'Éducation                                                                               |           | Djibrilo Djaló                        |            |
| Secrétaire d'État à la Gestion hospitalière                                                                   |           | Josefina Ricardo Gomes Soares da Gama | PRS        |
| Secrétaire d'État à la Culture                                                                                |           | Nancy Raisa da Silva Cardoso          |            |